# 오쿠우라촌
오쿠우라촌(奥浦村)은 나가사키현 미나미마쓰우라군에 설치되었던 촌이다. 현재의 고토시에 해당한다.